# Endre Varga
Endre Varga (* 6. April 1977 in Budapest) ist ein ungarischer Fußballspieler. Er ist Stürmer, kann aber auch im offensiven oder zentralen Mittelfeld spielen und gilt als Offensiv-Allrounder. Varga steht seit 2008 beim ungarischen Zweitligisten BKV Előre SC unter Vertrag und spielte zuvor insgesamt acht Jahre lang bei verschiedenen deutschen Vereinen.

## Karriere
Varga begann seine Karriere 1985 in der Jugend von Ferencváros Budapest und wechselte 1991 zur Jugendabteilung von Győri ETO FC, wo er 1996 den Sprung in die Profimannschaft schaffte. Anschließend spielte er mit verschiedenen Vereinen in der Nemzeti Bajnokság, der ersten Ungarischen Liga; zuletzt in der Saison 1999/2000 für Pécsi MFC, wo er als zentraler Mittelfeldspieler zum besten Spieler der Saison gewählt wurde. Nachdem 2000 ein Wechsel zum deutschen Zweitligisten Alemannia Aachen gescheitert war, schloss er sich dem Ligakonkurrenten Chemnitzer FC an, den er nach dem Abstieg in die Regionalliga Nord ablösefrei wieder verließ, um sich dem Oberligisten TSV Stahl Riesa anzuschließen. Als dieser wegen Zahlungsunfähigkeit Insolvenz anmelden musste, wechselte er zum Ligakonkurrenten Concordia Ihrhove. Nach einem gescheiterten Wechsel zu den Amateuren des FC Schalke 04 verpflichtete ihn der Oberligist SV Meppen, wo Varga vier Jahre lang blieb. Nach insgesamt acht Jahren in Deutschland kehrte er 2008 wieder nach Ungarn zurück und spielte zunächst für seinen Jugendverein Ferencváros Budapest und seit Oktober 2008 für den Zweitligisten BKV Előre SC. Daneben arbeitet er auch als Sportartikelvermittler für die Sportartikelfirma Dragonsport.